# Aysha Hauer
Aysha Hauer (1 april 1966) is een Amerikaans actrice van Nederlandse en Zwitserse afkomst. Zij is de dochter van acteur Rutger Hauer en kunstenares Heidi Merz. Op 14 december 1987 kreeg ze een zoon met Olimpio Montecelli, Leandro Maeder, die later fotomodel geworden is. Daarna is Aysha van 19 december 1989 tot 1997 getrouwd geweest met Thomas Jane, met wie ze speelde in At ground Zero.

## Filmografie
- Kick of death, (1997) als Alia
- Welcome says the Angel, (1996) als Anna.[3]
- At ground Zero, (1994) als Aysha Almouth
- Witchcraft V: Dance with the devil als Anastasia[4]